# Life Space Death
Life Space Death je kolaborativní studiové album amerického hudebníka Billa Laswella a Japonce Toshinoriho Kondoa. Vydáno bylo dne 22. dubna 2001 společností Meta Records a jeho producentem byl Laswell. Kromě těchto dvou hudebníků se na nahrávce podíleli také mniši z kláštera v Kalimpongu a 14. dalajláma Tändzin Gjamccho.

## Seznam skladeb
1. „Life“ – 7:48
2. „Space“ – 6:32
3. „Death“ – 7:43
4. „Mun Pa“ – 13:56

## Obsazení
- Dalajláma Tändzin Gjamccho – hlas
- Toshinori Kondo – trubka, elektronické efekty
- mniši z kláštera v Kalimpongu – zpěv, zvony, horny, bicí
- Bill Laswell – baskytara, kytara, klávesy, produkce
- Michael Fossenkemper – mastering
- Robert Musso – zvukový inženýr
- Ellen Roebuck – design